# Карп, Илие Васильевич
Илие Васильевич Карп (рум. Ilie Carp; 3 августа 1960, Кишинёв — 27 июня 2021) — молдавский футбольный тренер. Заслуженный тренер Молдавии. Также имел румынский паспорт.

## Биография
Родился 3 августа 1960 года в Кишинёве. В качестве футболиста играл за «Кодру» (Теленешты) и «Стругураш» (Калараш) на позиции защитника.
В 1990 году начал тренерскую карьеру. Тренировал клубы: «Кодру» (1990—1991), кишинёвский «Зимбру» (1991—1992, тренер-селекционер), «Зимбру-2» (1992—1993), «Прут» из Кагула (1995—1997), «Спуманте» (1997), «Реут» из Орхея (1998) и «Хайдук-Спортинг» (1999—2000). С 2001 по 2003 год возглавлял юношеские сборные Молдавии. Являлся консультантом Молдавской федерации футбола. В 1993 году окончил Высшую школу тренеров в Бухаресте.
В сезоне 2004/05 тренировал «Униспорт-Авто», который по итогам чемпионата Молдавии вылетел из турнира. В августе 2005 года стал главным тренером белорусской «Славии» из Мозыря, где проработал согласно контракту до декабря. Команда под его руководством провела 12 матчей в чемпионате, не одержав ни одной победы.
В октябре 2006 года возглавил азербайджанский «Гянджларбирлийи» из Сумгаита, заключив контракт до конца сезона. В феврале 2007 года подал в отставку из-за финансовых проблем в клубе и конфликта с группой игроков. Тем не менее, спустя пару дней после отставки вице-президент клуба Вагиф Садыхов уговорил Карпа остаться на своей должности. Всего под его руководством «Гянджларбирлийи» потерпел 8 поражений.
После этого возглавил молодёжную сборную Молдавии до 21 года. На турнире памяти Валерия Лобановского команда под его руководством заняла последнее четвёртое место. В ноябре 2007 года в течение десяти дней находился на стажировке в берлинском клубе «Герта». В феврале 2008 года Молдавская федерация футбола выдала Карпу тренерскую лицензию категории «А». В июле 2008 года принял казахстанский «Жетысу», попросив об освобождении от должности главного тренера молодёжной сборной Молдавии президента Молдавской федерации футбола Павла Чебану. Первый официальный матч команда под его руководством провела против «Кайрата» (1:1). На посту тренера «Жетысу» оставался до конца августа 2008 года.
В январе 2010 года, будучи скаутом донецкого «Шахтёра», окончил курсы УЕФА, получив тренерский диплом категории PRO. В 2011 году руководил сборной Молдавии до 15 лет. В 2013 году являлся сотрудником Федерации футбола Молдавии. В 2018 и 2019 годах был руководителем делегации сборной Молдавии на Мемориале Гранаткина.
В память Илие Васильевича Карпа был организован детский турнир.

## Семья
Старший брат — Тудор (умер в 2017 году).
Дети: Дину и Кэтэлин также занимаются футболом.

## Награды
- Орден «Трудовая слава» (2020)[24]